# The Lost World: Jurassic Park
The Lost World är en amerikansk Oscarnominerad film som hade biopremiär i USA den 23 maj 1997, i regi av Steven Spielberg efter Michael Crichtons roman En försvunnen värld.

## Handling
Öarna Isla Nublar och Isla Sorna har, efter förödelsen i djurparken "Jurassic Park", lämnats åt sina öden. Parkarbetarna har flytt och den lokala industrin har avvecklats. Det genetikföretag som stod bakom projektet, InGen, står nu inför en finansiell kris. För att undvika konkurs så beslutas det att ön Isla Sorna, där ursprungligen dinosaurierna framavlades, skall exploateras. I stället för att återuppbygga denna enorma attraktion på dessa avlägsna öar företaget har hyrt utanför Costa Ricas kust, så har man tagit det kontroversiella beslutet att flytta djuren till fastlandet i stället, mer bestämt till San Diego, USA.
Företagets före detta styrelseordförande John Hammond (Sir Richard Attenborough) har mist kontrollen över företaget och för att värna om de djur han en gång stod som ansvarig för, så skickar han i hemlighet en mindre dokumentärstyrka till ön i ett försök att hinna före InGen:s officiella insatsstyrka. Dessa skall, med kamera och video, dokumentera djuren "i dess naturliga miljö" i ett sista desperat hopp att vända världsopinionen så att isoleringen av De Fem Dödens Öar blir lagskyddade och i fortsättningen förbli obesökta. Men saker går inte som planerat och John Hammonds expedition och InGens expedition blir strandsatta på ön. De båda grupperna måste slå sig samman för att komma hem igen. Men snart inser de att denna förlorade värld hyser hungriga jägare i mörkret och bara de mest utvecklade människorna ur gruppen överlever utmaningen ...

## Om filmen
The Lost World är en uppföljare till Jurassic Park från 1993. Den fick uppföljare i Jurassic Park III 2001 och Jurassic World (2015).
Filmen nominerades till en Oscar:
- Oscars-nominering för bästa specialeffekter (Dennis Muren, Stan Winston, Randal M Dutra, Michael Lantieri)[11]

## Rollista (i urval)
| Jeff Goldblum            | – Dr. Ian Malcolm   |
| Julianne Moore           | – Dr. Sarah Harding |
| Pete Postlethwaite       | – Roland Tembo      |
| Arliss Howard            | – Peter Ludlow      |
| Sir Richard Attenborough | – John Hammond      |
| Vince Vaughn             | – Nick Van Owen     |
| Vanessa Lee Chester      | – Kelly Curtis      |
| Peter Stormare           | – Dieter Stark      |
| Harvey Jason             | – Ajay Sidhu        |
| Richard Schiff           | – Eddie Carr        |
| Thomas F. Duffy          | – Dr. Robert Burke  |
| Joseph Mazzello          | – Tim Murphy        |
| Ariana Richards          | – Lex Murphy        |
| Mark Pellegrino          | – turist            |

## Dinosaurier
- Tyrannosaurus rex
- Mamenchisaurus
- Velociraptor
- Pachycephalosaurus
- Parasaurolophus
- Gallimimus
- Stegosaurus
- Compsognathus
- Triceratops